# Eriocaulon cinereum
Eriocaulon cinereum är en gräsväxtart som beskrevs av Robert Brown. Eriocaulon cinereum ingår i släktet Eriocaulon och familjen Eriocaulaceae. Inga underarter finns listade i Catalogue of Life.

## Bildgalleri

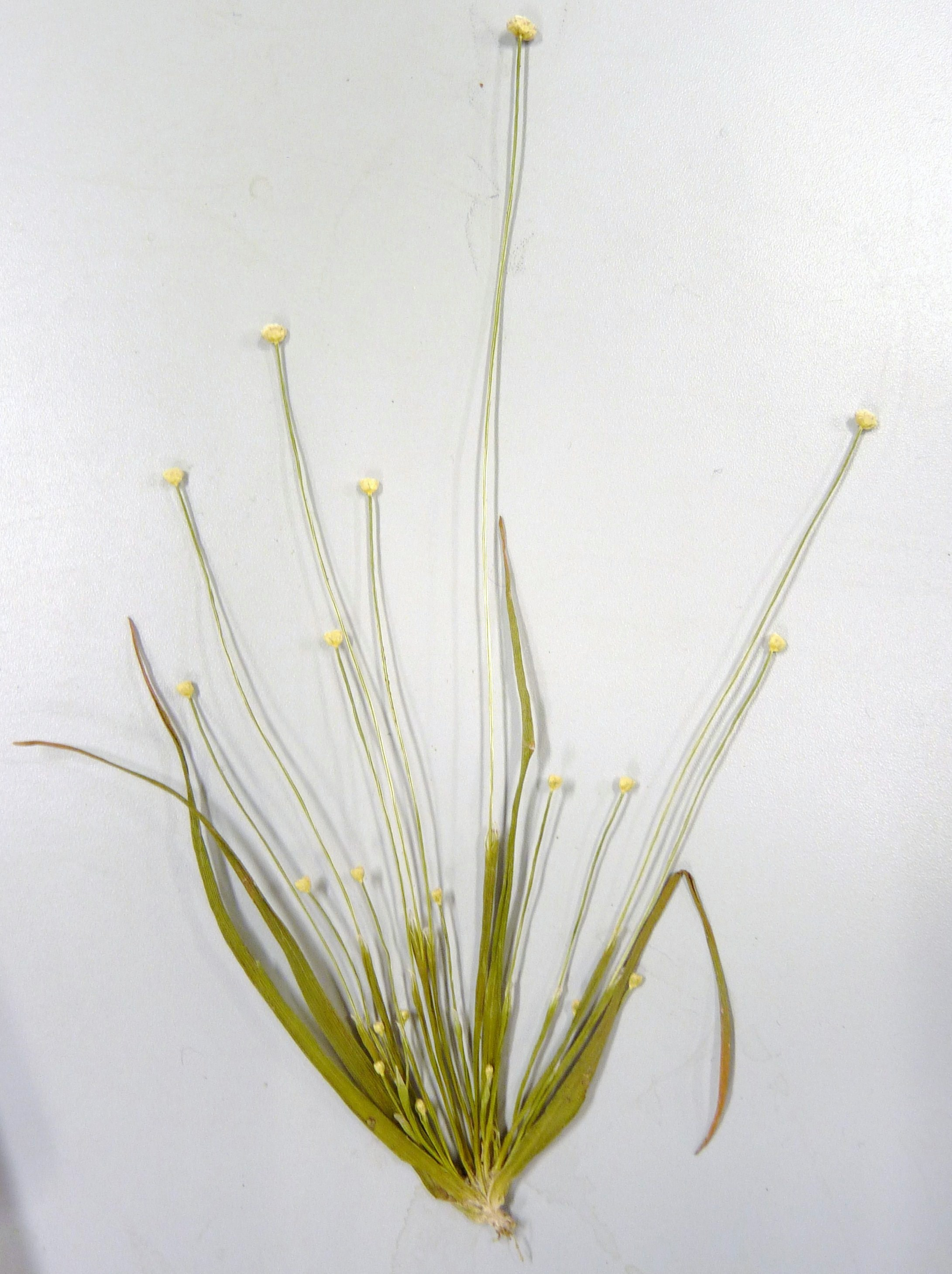